# Huangita
La huangita és un mineral de la classe dels sulfats, que pertany al grup de l'alunita. Rep el seu nom en honor de Yunhui Huang (1926–), mineralogista xinès de l'Institut de dipòsits minerals, geologia i recursos minerals de Beijing, Xina.

## Característiques
La huangita és un sulfat de fórmula química Ca0,5Al₃(SO₄)₂(OH)₆. Cristal·litza en el sistema trigonal. La seva duresa a l'escala de Mohs es troba entre 3 i 4.
Segons la classificació de Nickel-Strunz, la huangita pertany a «07.BC: sulfats (selenats, etc.), amb anions addicionals, sense H₂O, amb cations de mida mitjana i gran», juntament amb els minerals següents: d'ansita, alunita, amonioalunita, amoniojarosita, argentojarosita, beaverita-(Cu), dorallcharita, hidroniojarosita, jarosita, natroalunita-2c, natroalunita, natrojarosita, osarizawaïta, plumbojarosita, schlossmacherita, walthierita, beaverita-(Zn), ye'elimita, atlasovita, nabokoïta, clorotionita, euclorina, fedotovita, kamchatkita, piypita, klyuchevskita, alumoklyuchevskita, caledonita, wherryita, mammothita, linarita, schmiederita, munakataïta, chenita, krivovichevita i anhidrocaïnita.

## Formació i jaciments
Va ser descoberta l'any 1992 al filó Retna de la mina Tambo, situada al dipòsit El Indio, a la província d'Elqui (Regió de Coquimbo, Xile). Només ha estat descrita en altres dos indrets més: la mina Petelovo, que es troba a la localitat de Popintsi, a la província de Pàzardjik (Bulgària), i a la font termal d'Okumanza, a la prefectura de Gunma, a la regió de Kanto (Japó).